# Ohthere
Ohthere, Ohtere (raro Ohþere), dal proto-norreno *Ōhtaharjaz o *Ōhtuharjaz ("guerriero temuto") oppure Óttarr, Óttarr vendilkráka (in svedese moderno Ottar Vendelkråka, "Cornacchia di Vendel") (Uppland, fine V secolo – Vendsyssel, 530), è stato un re semi-leggendario sueone della casata dei Yngling/Scylfing, di Uppsala.

## IlBeowulf
Nel poema epico anglosassone Beowulf, il nome di Ohthere compare solo in locuzioni che si riferiscono a suo padre Ongenþeow (fæder Ohtheres), a sua madre (Onelan modor and Ohtheres) e ai suoi figli Eadgils (suna Ohteres o sunu Ohteres) ed Eanmund (suna Ohteres).
Quando si parla di Ohthere e delle sue azioni, ci si riferisce a lui come alla progenie di Ongenþeow insieme al fratello Onela. Di seguito è riportato un passo che parla del saccheggio da parte di Ohthere e Onela dei Geati dopo la morte del loro re Hreðel, saccheggio che fece ricominciare le guerre tra Sueoni e Geati:
(Beowulf, versi 2472-2478)
Più tardi è dato per scontato che Ohthere sia morto, poiché suo fratello Onela è diventato re. Eadgils e Eanmund figli di Ohthere si rifugiarono presso i Geati e la guerra ricominciò ancora.

## Fonti scandinave
Ynglingatal, Saga degli Ynglingar, Íslendingabók ed Historia Norvegiæ presentato tutte Óttarr come figlio di Egill (Ongenþeow nel Beowulf) e padre di Aðísl/Aðils/Athils/Adils (Eadgils).
Secondo la fonte più recente, la Saga degli Ynglingar, Óttarr rifiutò di pagare un tributo al re danese Fróði per l'aiuto che il padre aveva ricevuto da lui. Perciò Fróði spedì due uomini a riscuotere il tributo, ma Óttarr rispose che gli Svedesi non avevano mai pagato tributi ai Daner e non avrebbero cominciato con lui. Fróði perciò radunò una grande schiera e saccheggiò la Svezia, ma l'estate seguente andò a far bottino all'est. Quando Óttarr seppe che Fróði se n'era andato, sbarcò in Danimarca per saccheggiare a sua volta; si recò nel Limfjorden dove devastò il Vendsyssel. Gli jarl di Fróði Vott e Faste attaccarono Óttarr nel fiordo; la battaglia fu cruenta e molti caddero, ma i Daner vennero aiutati da popoli vicini e gli Svedesi persero (versione che sembra presa in prestito dalla morte del predecessore di Óttarr, Jörundr). I Daner misero il cadavere di Óttarr su una collinetta perché fosse divorato dalle belve, e fecero un corvo di legno che mandarono agli Svedesi col messaggio che esso era tutto ciò che Óttarr valeva. A causa di ciò, Óttarr fu chiamato Corvo di Vendel.
Solo Snorri usò l'epiteto "Corvo di Vendel", mentre le fonti più antiche, Historia Norvegiæ ed Íslendingabók, lo usano per suo padre Egill. Inoltre, solo nell'opera di Snorri compare la storia della morte di Óttarr nel Vendsyssel, e probabilmente è una sua invenzione. L'Ynglingatal dice solo che Óttarr fu ucciso dagli jarl danesi Vott e Faste in un posto chiamato Vendel (Laing è stato influenzato dalla versione di Snorri nella sua traduzione):
(Ynglingatal)
L'Historia Norvegiæ presenta un riassunto latino dell'Ynglingatal, precedente alla citazione di Snorri:
(Historia Norvegiæ)
L'Historia Norvegiæ dice solo che Ohthere fu ucciso dai fratelli danesi Ottar e Faste in una provincia danese chiamata Vendel.

## Tumulo di Ohthere
Il tumulo di Ohthere (svedese: Ottarshögen) (60°08′30″N 17°34′32″E) si trova nel distretto di Vendel, in Uppland (Svezia). Il tumulo è alto 5 m e largo 40. Nel XVII secolo il tumulo era noto come Ottarshögen.
Il tumulo fu scavato nel 1914-1916. Vi erano sepolti i resti di un uomo e una donna, e gli oggetti trovati erano degni di un re. L'archeologo svedese Sune Sundquist riportò che nel suo centro v'era un vaso di legno contenente ceneri; c'erano pochi reperti ma ben conservati. C'erano alcuni pannelli decorativi simili a quelli trovati in altre tombe vicine dell'Età di Vendel. Fu trovato un pettine con una custodia, insieme ad una moneta romana d'oro, un solido, datato non più tardo del 477; era stato perforato ed era probabilmente usato come decorazione, ma mostrava segni di logoramento ed era stato probabilmente indossato per lungo tempo. Lindquist dichiarò che l'identificazione del tumulo come quello di Ohthere non avrebbe potuto ricevere più conferme archeologiche di quelle fornite dallo scavo.